# Aleptina texana
Aleptina texana là một loài bướm đêm trong họ Noctuidae.